# Herb powiatu ostródzkiego

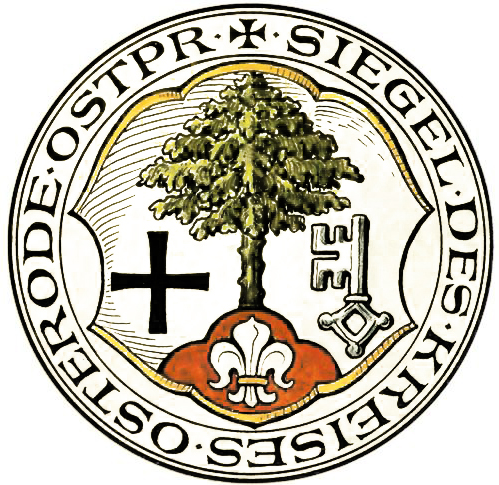
Herb powiatu wprowadzony w 1934

Herb powiatu ostródzkiego – jeden z symboli powiatu ostródzkiego, ustanowiony 27 czerwca 2000.

## Wygląd i symbolika
Herb przedstawia na tarczy w polu czerwonym rycerza w błękitnej zbroi z podniesioną przyłbicą, stojącego na zielonym wzgórzu. W prawej ręce trzyma on złotą włócznię opartą o ziemię, a w lewej - tuż nad ziemią - srebrną tarczę z pąkiem róży czerwonej z listkiem. Rycerz nawiązuje do pieczęci Ostródy z okolic 1440, związanej z powstałym wówczas Związkiem Pruskim, a pośrednio do rycerza polskiego z epoki zwycięskiej bitwy pod Grunwaldem. Róża na tarczy jest symbolem Związku Pruskiego. Natomiast oba elementy nawiązują do postaci Jana Bażyńskiego, związanego z terenami powiatu.